# Muttenhörner
Muttenhörner är en bergstopp i Schweiz.   Den ligger i distriktet Goms och kantonen Valais, i den centrala delen av landet, 90 km sydost om huvudstaden Bern. Toppen på Muttenhörner är 3 099 meter över havet, eller 434 meter över den omgivande terrängen. Bredden vid basen är 5,1 km.
Terrängen runt Muttenhörner är huvudsakligen bergig, men den allra närmaste omgivningen är kuperad. Runt Muttenhörner är det mycket glesbefolkat, med 3 invånare per kvadratkilometer.. Närmaste större samhälle är Airolo, 14,0 km öster om Muttenhörner. 
Trakten runt Muttenhörner består i huvudsak av gräsmarker.